# Мантене-Монлен
Мантене́-Монле́н (фр. Mantenay-Montlin) — коммуна во Франции, находится в регионе Рона — Альпы. Департамент — Эн. Входит в состав кантона Сен-Тривье-де-Курт. Округ коммуны — Бурк-ан-Брес.
Код INSEE коммуны — 01230.

## География
Коммуна расположена приблизительно в 340 км к юго-востоку от Парижа, в 80 км севернее Лиона, в 27 км к северу от Бурк-ан-Бреса.
На юге коммуны протекает река Ресуз.

## Климат
Климат полуконтинентальный с холодной зимой и тёплым летом. Дожди бывают нечасто, в основном летом.

## Население
Население коммуны на 2010 год составляло 288 человек.
| 1962 | 1968 | 1975 | 1982 | 1990 | 1999 | 2010 |
| ---- | ---- | ---- | ---- | ---- | ---- | ---- |
| 361  | 319  | 270  | 252  | 256  | 247  | 288  |

## Администрация
| Период | Период | Фамилия           | Партия | Примечания |
| ------ | ------ | ----------------- | ------ | ---------- |
| 1995   | 2014   | Кристиан Беллатон |        |            |
| 2014   | 2020   | Мишель Лемер      |        |            |

## Экономика
В 2010 году среди 169 человек трудоспособного возраста (15—64 лет) 118 были экономически активными, 51 — неактивными (показатель активности — 69,8 %, в 1999 году было 67,4 %). Из 118 активных жителей работали 114 человек (58 мужчин и 56 женщин), безработных было 4 (2 мужчин и 2 женщины). Среди 51 неактивных 14 человек были учениками или студентами, 24 — пенсионерами, 13 были неактивными по другим причинам.

## Фотогалерея

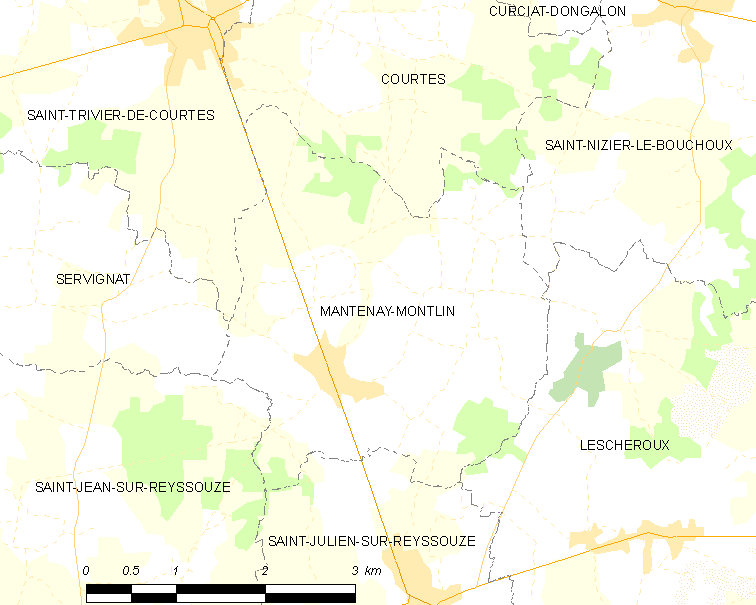
Карта коммуны